# Crispatotrochus irregularis
Espèce
Statut CITES
Crispatotrochus irregularis est une espèce de coraux appartenant à la famille des Caryophylliidae.